# Slag bij Jackson (Mississippi)
De Slag bij Jackson vond plaats op 14 mei 1863 in Hinds County, Mississippi tijdens de Amerikaanse Burgeroorlog. Generaal-majoor Ulysses S. Grant versloeg generaal Joseph E. Johnston, veroverde de stad en sneed de communicatielijnen door van Vicksburg.
Op 9 mei ontving generaal Johnston een telegram van de Zuidelijke minister voor oorlog waarin stond dat " u het bevel op zich moet nemen van de legers in Mississippi."
Toen hij op 13 mei in Jackson arriveerde, deelden zijn informanten hem mee dat er twee Noordelijke korpsen op weg waren naar Jackson. Dit was het XV Corps onder leiding van generaal-majoor William T. Sherman en het XVII Corps onder leiding van generaal-majoor James B. McPherson. Hun opdracht was het doorsnijden van de communicatielijnen van Vicksburg door Jackson in te nemen.

## De slag

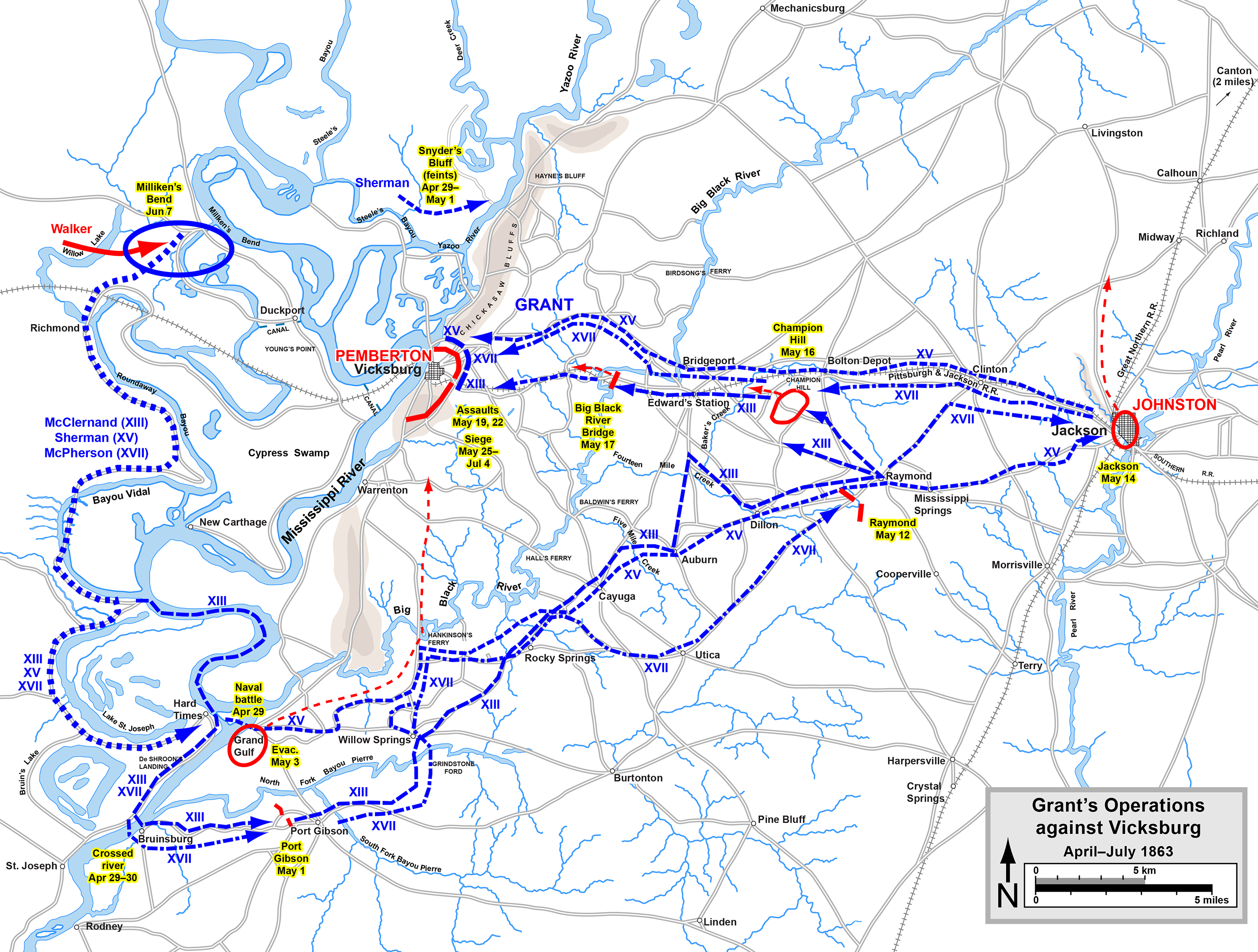
Grants operaties tegen Vicksburg.

Johnston overlegde met brigadegeneraal John Gregg, de lokale bevelhebber. Er waren slechts 6.000 soldaten beschikbaar om de stad te verdedigen. Johnston gaf het bevel tot evacuatie van de stad. Greggs soldaten zouden de achterhoede vormen om de Noordelijken zo lang mogelijk tegen te houden. Rond 10.00u vielen beide Noordelijke korpsen de stad aan. Rond 11.00u werd de hoofdaanval ingezet. Ze hadden vertraging opgelopen door de slechte weersomstandigheden. De Zuidelijken slaagden erin om onder zware druk de Noordelijken af te houden. In de namiddag ontving Gregg het bericht van Johnston dat de evacuatie afgerond was. Gregg trok zich daarna terug.

## Gevolgen
Kort daarna trokken de Noordelijken Jackson binnen. Ter ere van Grant werd er in het Bowman House een feest georganiseerd. Een deel van de stad werd daarna in brand gestoken en de spoorweg werd vernietigd. Brigadegeneraal Joseph A. Mower werd aangesteld tot gouverneur van de stad. Op 15 mei verliet Grant de stad en vertrok naar Clinton, Mississippi. De volgende dag vertrok Sherman nadat in de stad alles van militaire waarde vernietigd. Tegen de avond van de 16de mei bereikte Sherman Bolton, Mississippi. Toen alle Noordelijke eenheden Jackson hadden verlaten, namen Zuidelijke eenheden de stad opnieuw in. Jackson was onbruikbaar geworden als bevoorradingscentrum.